# Udmurci

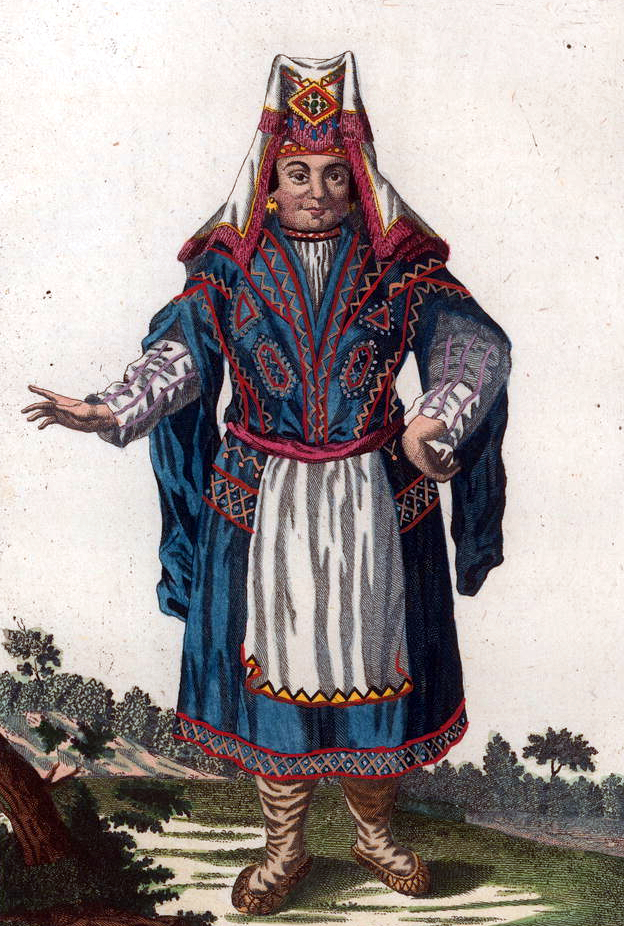
Osiemnastowieczny rysunek przedstawiający Udmurtę.

Udmurci (przest. Wotiacy) – naród ugrofiński, zamieszkujący Rosję.
W spisie powszechnym z 2010 roku 552 299 osób zdeklarowało narodowość udmurcką. Większość mieszka na terenie Republiki Udmurcji, a ponadto w Baszkortostanie, Tatarstanie, Mari El, obwodzie kirowskim i Kraju Permskim. Posługują się językiem udmurckim z grupy permskiej języków ugrofińskich.
Nazwa Udmurci (l.poj. Udmurta) to etymologicznie złożenie, którego pierwsza część, ud-, wydaje się spokrewniona z maryjskim odo ‘Udmurta’, zaś druga część, murt, znaczy po udmurcku ‘człowiek’.
W XIII w. ziemie Udmurtów zostały podbite przez Złotą Ordę, a po jej rozpadzie w XV w. przeszły pod panowanie Chanatu Kazańskiego. W 1552 r. włączone w skład Księstwa Moskiewskiego.